# 波皮夫齊
48°54′19″N 27°50′22″E / 48.90528°N 27.83944°E
波皮夫齊（烏克蘭語：Попівці）是位於烏克蘭西南部文尼察州裏日梅林卡區的村莊，面積29.03平方公里，海拔高度288米，2001年人口1,441，人口密度每平方公里49.64人。